# 이집트코브라
이집트코브라(Egyptian cobra, 이집트 아랍어로 "أورايوس" 라고도 발음: Ouraeus)는 뱀과에 속하는 독사의 일종으로 코브라과에 속한다. 평균 약 1.4m(4.6ft)이며, 기록된 표본 중 가장 긴 것은 2.59m(8.5ft)이다.

## 설명
이집트코브라는 큰 종이다. 머리는 크고 축 처져 있으며 목과 약간 구별된다. 이 종의 목은 다른 모든 코브라처럼 후드를 형성하기 위해 팽창할 수 있는 긴 경부 늑골을 가지고 있다. 이집트코브라의 코는 적당히 넓고 둥글다. 눈동자가 동그랗고 눈이 꽤 크다. 이집트코브라의 몸은 원통형이고 긴 꼬리에 건장하다. 이집트코브라의 길이는 아종, 지리적 지역, 그리고 개체수에 따라 크게 달라진다. 이 종의 가장 눈에 띄는 특징은 머리와 두건이다. 색은 매우 다양하지만, 대부분의 표본은 갈색의 일부 색상으로, 종종 더 밝거나 어두운 얼룩이 있고, 종종 눈 아래에 "눈물방울" 자국이 있다. 어떤 것들은 더 구리빛 붉은색이나 회갈색을 띤다. 아프리카 북서부(모로코, 사하라 서부)에서 온 표본들은 거의 모두 검은색이다. 복부는 대부분 크림색의 흰색, 노란색, 회색, 파란색 회색, 짙은 갈색 또는 검은색이며 종종 어두운 반점이 있다.

## 지리적 범위
이집트코브라는 사하라 북쪽의 북아프리카 대부분, 서아프리카의 사바나, 남쪽의 사하라, 콩고 분지, 동쪽의 케냐와 탄자니아에 걸쳐 분포한다. 남아프리카 및 아라비아 반도의 오래된 문헌 기록은 다른 종을 참조한다.

### 동물원
이집트코브라는 또한 뱀의 자연 서식지 안팎의 동물원에서 볼 수 있다. 기자 동물원과 샌디에이고 동물원은 물론 버지니아 수족관도 이집트코브라를 파충류 컬렉션에 포함하고 있다.

## 서식지
이집트코브라는 스텝, 건조하거나 습한 사바나, 약간의 물과 식물이 있는 건조한 반사막 지역과 같은 매우 다양한 서식지에서 발생한다. 이 종은 물 근처에서 자주 발견된다. 이집트코브라는 농경지와 관목 식물에서도 발견된다. 그것은 또한 종종 집에 들어가는 인간들 앞에서 발생한다. 설치류 해충(쥐)과 닭 사육에 의해 마을로 유인된다. 이집트코브라가 지중해에서 헤엄치는 모습도 기록돼 있어 자주 발견되던 물을 좋아하는 것 같다.

## 행동 및 생태
이집트코브라는 육지 생물이며 구근체 또는 야행성 종이다. 그러나 이른 아침에 가끔 햇빛을 쬐는 것을 볼 수 있다. 이 종은 유기동물 굴, 흰개미 언덕 또는 바위 돌출물에 서식지를 선호한다. 이는 특히 가금류를 사냥할 때 때때로 인간의 거주지로 들어가는 활동적인 먹이꾼이다. 다른 코브라 종과 마찬가지로, 보통 접근했을 때, 최소한 몇 미터 동안은 탈출을 시도하지만, 위협을 받으면 후드를 펼친 채 일반적인 직립 자세를 취하고 공격한다. 이 종은 두꺼비를 먹는 것을 선호하지만, 작은 포유류, 새, 알, 도마뱀과 다른 뱀들을 잡아먹는다.

## 독
이집트코브라의 독은 주로 신경독과 세포독성에 들어 있다. 한 입에 평균 독극물 산출량은 175~300mg이며, 사향피하 LD50 값은 1.15mg/kg이다.
독은 신경계에 영향을 미쳐 신경신호가 근육으로 전달되는 것을 막고, 나중에 심장과 폐로 전달되는 것을 멈추게 하여 완전한 호흡부전으로 사망을 초래한다. 독극물은 국소 통증, 심한 붓기, 멍, 수포, 괴사 및 가변적인 비특이적 효과를 유발하며, 여기에는 중증 또는 심각한 유체 마비가 발생할 수 있는 두통, 구역질, 구토, 복통, 설사, 현기증, 붕괴 또는 경련을 포함할 수 있다. 다른 아프리카코브라와는 달리, 이 종은 독을 뱉지 않는다.